# Europawahl in Lettland 2014
- LKS: 1
- SDPS: 1
- ZZS: 1
- V: 4
- NA: 1

Die Europawahl in Lettland 2014 fand am 24. Mai 2014 statt. Sie wurde im Rahmen der EU-weit stattfindenden Europawahl 2014 durchgeführt, wobei in Lettland 8 der 751 Sitze im Europäischen Parlament vergeben werden. Die Wahlbeteiligung betrug 30,24 %.

## Parteien
| Partei                                                             | Europapartei | Scheidendes Parlament | Scheidendes Parlament |
| Partei                                                             | Europapartei | Mandate               | Fraktion              |
| ------------------------------------------------------------------ | ------------ | --------------------- | --------------------- |
| Vienotība                                                          | EVP          | 4                     | EVP                   |
| Politiskā partija "Alternative"                                    | –            | 1                     | S&D                   |
| Latvijas Pirmā partija/Latvijas Ceļš                               | –            | 1                     | ALDE                  |
| Latvijas Sociālistiskā partija (LSP)                               | INITIATIVE   | 1                     | GUE/NGL               |
| Latvijas Krievu savienība/Par cilvēka tiesībām vienotā Latvijā     | –            | 1                     | Grüne/EFA             |
| Nacionālā apvienība „Visu Latvijai!“ – „Tēvzemei un Brīvībai/LNNK“ | AECR         | 1                     | EKR                   |
| Sociāldemokrātiskā partija „Saskaņa“                               | SPE 1        | –                     | –                     |
| Latvijas Zemnieku savienība (LZS) 1                                | –            | –                     | –                     |
| Latvijas Zaļā partija (LZP) 1                                      | EGP          | –                     | –                     |
| Latvijas Reģionu apvienība (LRA)                                   | –            | –                     | –                     |
| Latvijas attīstībai                                                | ALDE         | –                     | –                     |
| Latvijas Sociāldemokrātiskā Strādnieku partija (LSDSP)             | SPE 1        | –                     | –                     |
| Kristīgi demokrātiskā savienība (KDS)                              | ECPB         | –                     | –                     |
| Latvijas Atdzimšanas partija                                       | –            | –                     | –                     |
| Par prezidentālu republiku (PPR)                                   | –            | –                     | –                     |
| Suverenitate                                                       | –            | –                     | –                     |
|                                                                    |              |                       |                       |
| Quellen: Scheidendes Parlament (2014), Mandate                     |              |                       |                       |

## Ergebnis
| Listen            | Listen                                                             | Stimmen   | %    | Mandate |
| ----------------- | ------------------------------------------------------------------ | --------- | ---- | ------- |
|                   | Vienotība                                                          | 204.979   | 46,2 | 4       |
|                   | Nacionālā apvienība „Visu Latvijai!“ – „Tēvzemei un Brīvībai/LNNK“ | 63.229    | 14,2 | 1       |
|                   | Sociāldemokrātiskā partija „Saskaņa“                               | 57.863    | 13,0 | 1       |
|                   | Zaļo un Zemnieku savienība (LZS – LZP)                             | 36.637    | 8,3  | 1       |
|                   | Latvijas Krievu savienība                                          | 28.303    | 6,4  | 1       |
|                   | Politiskā partija "Alternative"                                    | 16.566    | 3,7  | –       |
|                   | Latvijas Reģionu apvienība                                         | 11.035    | 2,5  | –       |
|                   | Latvijas attīstībai                                                | 9.421     | 2,1  | –       |
|                   | Latvijas Sociālistiskā partija                                     | 6.817     | 1,5  | –       |
|                   | Latvijas Sociāldemokrātiskā Strādnieku partija                     | 1.462     | 0,3  | –       |
|                   | Kristīgi demokrātiskā savienība                                    | 1.453     | 0,3  | –       |
|                   | Latvijas Atdzimšanas partija                                       | 1.252     | 0,3  | –       |
|                   | Par prezidentālu republiku                                         | 672       | 0,2  | –       |
|                   | Suverenitate                                                       | 599       | 0,1  | –       |
| Gesamt            | Gesamt                                                             | 443.802   | 100  | 8       |
|                   |                                                                    |           |      |         |
| Ungültige Stimmen | Ungültige Stimmen                                                  | 0         | 0,0  |         |
| Wähler            | Wähler                                                             | 443.802   | 30,1 |         |
| Wahlberechtigte   | Wahlberechtigte                                                    | 1.472.478 |      |         |
|                   |                                                                    |           |      |         |
| Quelle: CVK       |                                                                    |           |      |         |

## Fraktionen im Europäischen Parlament
| Partei                         | Partei                                                             | Mandate | Fraktion |
| ------------------------------ | ------------------------------------------------------------------ | ------- | -------- |
|                                | Vienotība                                                          | 4 / 8   | EVP      |
|                                | Nacionālā apvienība „Visu Latvijai!“ – „Tēvzemei un Brīvībai/LNNK“ | 1 / 8   | EKR      |
|                                | Sociāldemokrātiskā partija „Saskaņa“                               | 1 / 8   | S&D      |
|                                | Zaļo un Zemnieku savienība                                         | 1 / 8   | EFDD     |
|                                | Latvijas Krievu savienība                                          | 1 / 8   | G/EFA    |
|                                |                                                                    |         |          |
| Quelle: Europäisches Parlament |                                                                    |         |          |

## Gewählte Abgeordnete
Folgende Personen wurden als Abgeordnete gewählt: Valdis Dombrovskis, Sandra Kalniete, Artis Pabriks und Krišjānis Kariņš (V). Roberts Zīle (NA), Andrejs Mamikins (SDPS), Iveta Grigule (ZZS), Tatjana Ždanoka (LKS).